# 1921 في فنلندا
فيما يلي قوائم الأحداث التي وقعت خلال عام 1921 في فنلندا.

## سياسة

### تعيين في المنصب
- 9 أبريل – هيكي ريتافووري وزير الداخلية [الإنجليزية]‏.

## مواليد

### فبراير
- 27 فبراير – ويلى كيركلوند كاتب فنلندي.

### يونيو
- 17 يونيو – إيفا يونبلتو كاتبة فنلندية.

### ديسمبر
- 5 ديسمبر – إيفا ليسا مانر كاتبة فنلندية.

## وفيات

### أغسطس
- 8 أغسطس – يوهاني أهو (مواليد 1861) كاتب وصحفي فنلندي.